# Église Santa Maria del Priorato
L'église Santa Maria del Priorato ou Santa Maria in Aventino, connue en français sous les noms de Sainte-Marie-du-Prieuré ou Sainte-Marie-de-l'Aventin, est un lieu de culte catholique situé dans le quartier de Ripa sur l'Aventin à Rome en Italie. Il s'agit du prieuré de l'ordre souverain de Malte et de l'église nationale de l'ordre à Rome.

## Histoire
L'église a été construite en 939, quand Odon de Cluny se fait offrir le palais d'Albéric II de Spolète, actuelle villa du prieuré de Malte à Rome. Le site est acquis par l'ordre de Saint-Jean de Jérusalem dans les années 1550, l'église y est reconstruite. En 1760, le neveu du pape et prieur provincial, le cardinal Giambattista Rezzonico, a cherché à améliorer l'apparence des bâtiments. Avec un budget limité, l'église est rénovée en grande partie entre 1764-1766, selon les plans de Giovanni Battista Piranesi. Il construit également la place en face de l'église, la Piazza dei Cavaliere di Malta. Le mur autour de la place est articulé par des panneaux encadrés de paires d'obélisques et de stèles placées entre eux.
La façade de l'église présente des pilastres doubles et cannelés sur les bords donnant une apparence de façade de temple. Les bas-reliefs de cette façade, la porte d'entrée, les panneaux et les stèles de la place présentent des emblèmes et autres références à des actions militaires et navales de l'ordre et les armoiries de la famille Rezzonico. 
Piranesi est enterré dans l'église. Celle-ci comprend d'autres tombes dont celle de Bartolomeo Caraffa (mort en 1405).

## Galerie

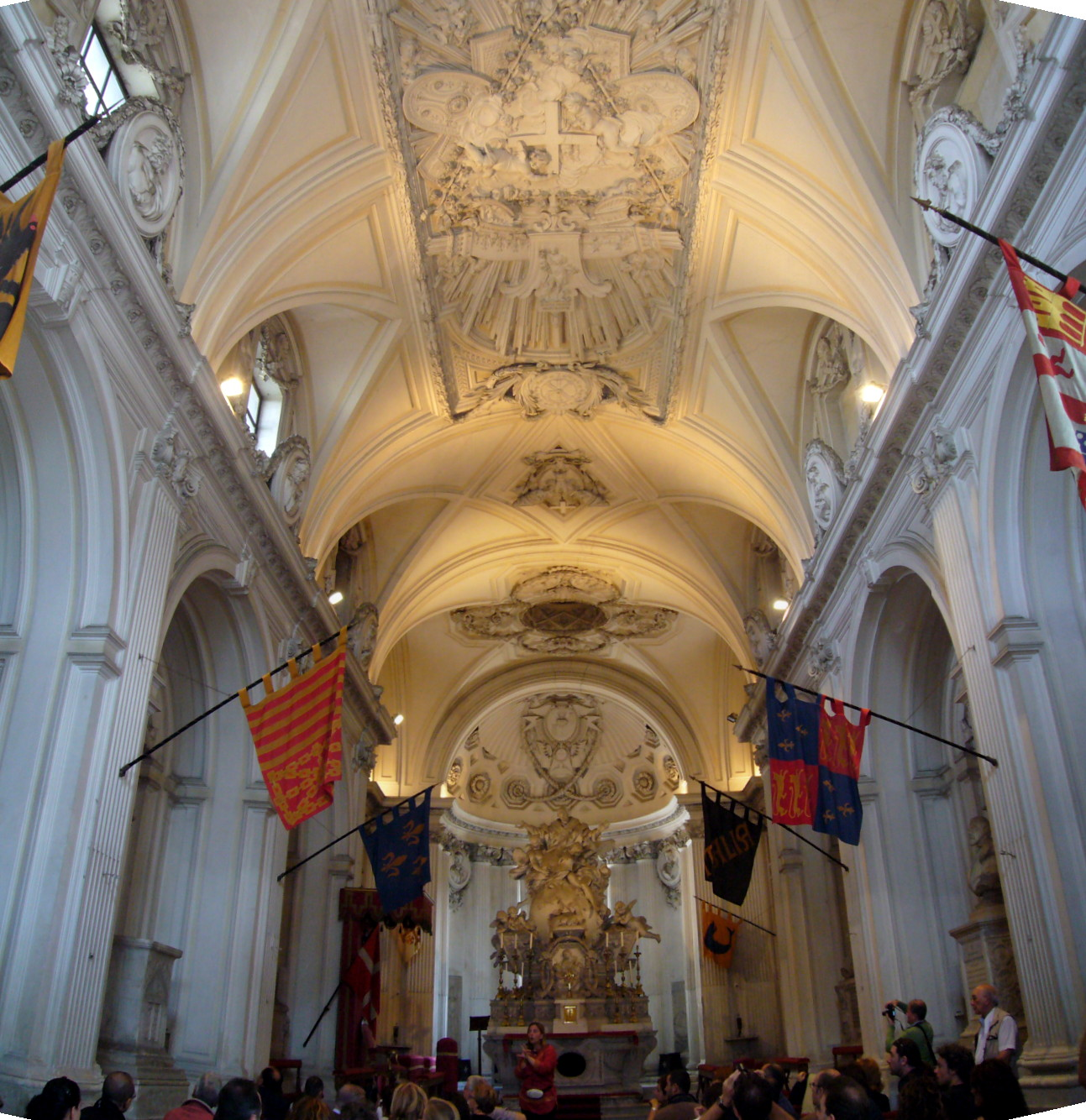
Intérieur, avec les drapeaux de l'ordre souverain de Malte
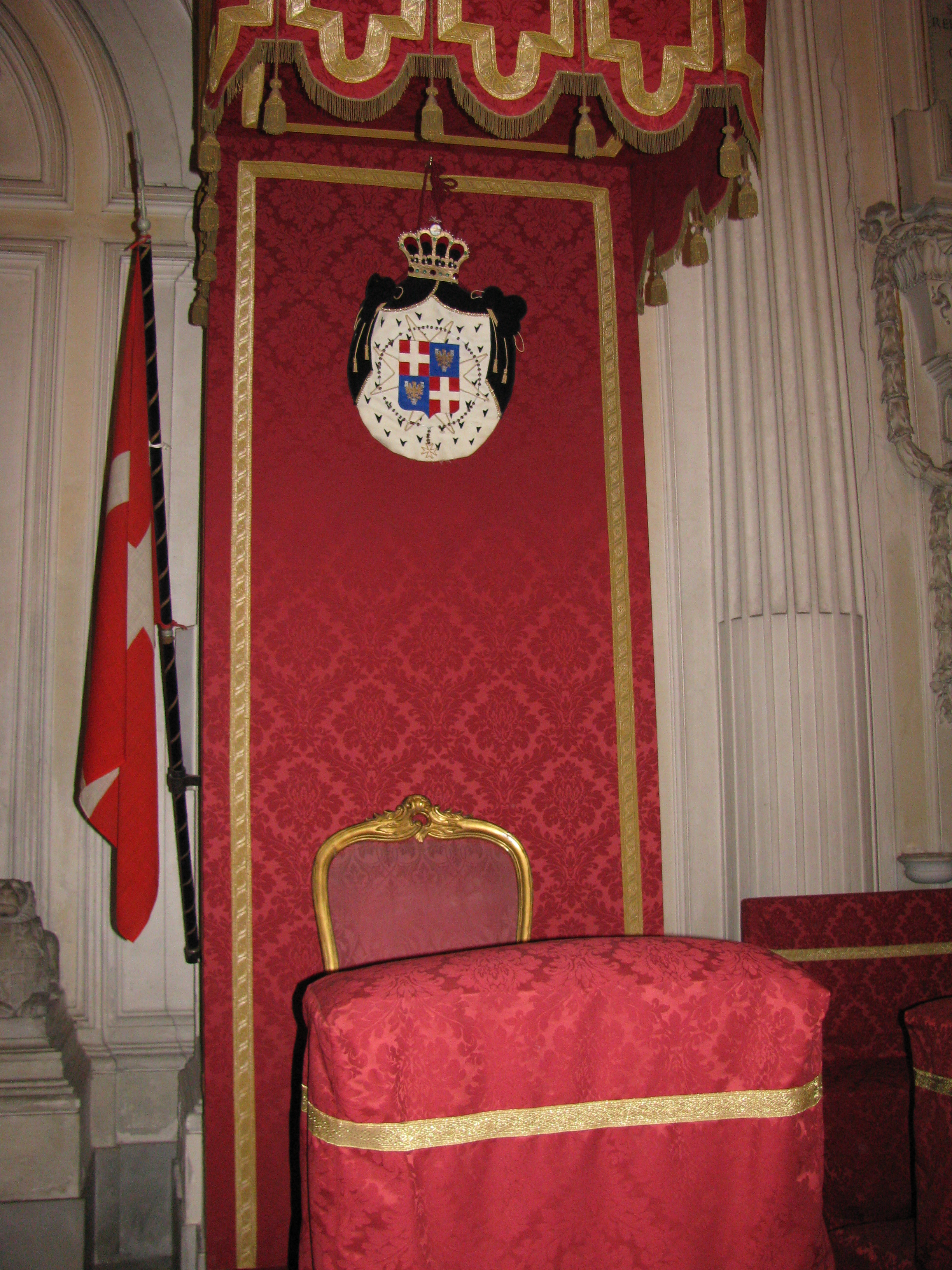
Trône du grand maître
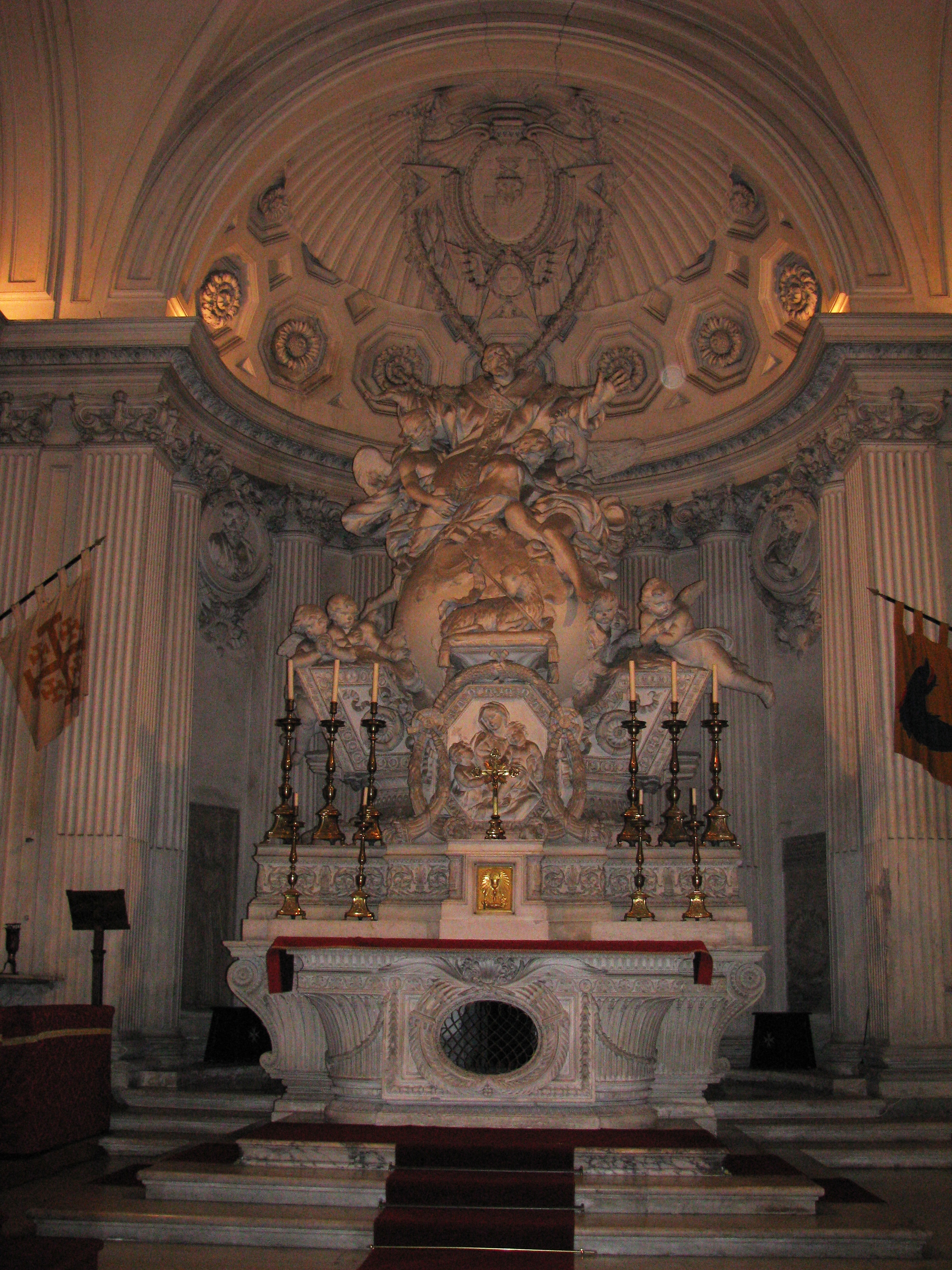
Autel